# 任哲鎬

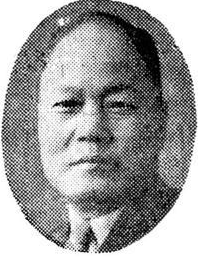
1974年ごろ

任 哲鎬（イム・チョロ、朝鮮語: 임철호、1905年6月12日または1908年 - 1990年8月19日または1999年8月19日）は、大韓民国の弁護士、政治家。第11代農林部長官、第4代韓国国会議員を歴任した。
本貫は豊川任氏。

## 経歴
忠清南道扶余郡出身。明治大学法学部卒。高等試験司法科合格。弁護士、中央女子中高等学校財団理事、豊文女子中高等学校財団理事、大韓民国考試行政法・憲法担当委員、李承晩大統領法律秘書官、農林部次官、韓日会談代表（1951年）、自由党ソウル市副委員長・中央党組織部長・中央委員会副議長（1952年）、第11代農林部長官（1955年）、大韓蚕糸会長、国会議員・副議長などを歴任した。1950年代後半は李起鵬の側近で、李の後任の国会議長に取り沙汰されたが、副議長在任中に発生した4・19革命以降は不正選挙関連の反革命勢力として糾弾され、5・16軍事クーデター以降は革命裁判によって拘束・投獄された。その後は野党に加わり、新韓党政務委員、新民党運営委員・扶余郡党委員長を務めた。
1990年8月19日、ソウル市芦原区の自宅で老衰により死去。享年85。

## エピソード
農林部長官在任中は穀物・肥料政策の失敗をめぐり、野党による不信任決議の可決により長官職を辞任した。これは韓国の憲政史上初の国務委員解任案の可決である。